# Теория автоматического управления
Тео́рия автомати́ческого управле́ния (ТАУ) — научная дисциплина, которая изучает процессы автоматического управления объектами разной физической природы. При этом при помощи математических средств выявляются свойства систем автоматического управления и разрабатываются рекомендации по их проектированию.
Является составной частью технической кибернетики и предназначена для разработки общих принципов автоматического управления, а также методов анализа (исследования функционирования) и синтеза (выбора параметров) систем автоматического управления (САУ) техническими объектами.
Для этой теории имеет значение только характер преобразований сигналов объектами управления.

## История
Впервые сведения об автоматах появились в начале нашей эры в работах Герона Александрийского «Пневматика» и «Механика», где описаны автоматы, созданные самим Героном и его учителем Ктесибием: пневмоавтомат для открытия дверей храма, водяной орган, автомат для продажи святой воды и др. Идеи Герона значительно опередили свой век и не нашли применения в его эпоху.
В Средние века значительное развитие получила имитационная «андроидная» механика, когда конструкторы-механики создали ряд автоматов, подражающих отдельным действиям человека, и, чтобы усилить впечатление, изобретатели придавали автоматам внешнее сходство с человеком и называли их «андроидами», то есть человекоподобными. В настоящее время подобные устройства называют роботами, в отличие от широко распространенных во всех сферах человеческой деятельности устройств автоматического управления, которые называют автоматами.
В XIII веке немецкий философ-схоласт и алхимик Альберт фон Больштадт построил робота для открывания и закрывания дверей.
Весьма интересные андроиды были созданы в XVII—XVIII веках. В XVIII веке швейцарские часовщики Пьер Дро и его сын Анри создали механического писца, механического художника и др. Прекрасный театр автоматов был создан в XVIII в. русским механиком-самоучкой Кулибиным. Его театр, хранящийся в Эрмитаже, помещен в «часах яичной фигуры».
В зачаточном виде многие положения теории автоматического управления содержатся в Общей теории (линейных) регуляторов, которая была разработана, в основном, в 1868—1876 годы в работах Максвелла и Вышнеградского. Основополагающими трудами Вышнеградского являются: «Об общей теории регуляторов», «О регуляторах непрямого действия». В этих работах можно найти истоки современных инженерных методов исследования устойчивости и качества регулирования.
Решающее влияние на развитие отечественной методологии исследований теории автоматического управления сыграли работы выдающегося советского математика Андрея Маркова (младшего), основоположника советской конструктивистской школы математики, автора работ по теории алгоритмов и математической логике. Эти исследования нашли применение в научной и практической деятельности академика Лебедева по военной тематике — автоматах управления торпедами и наведения орудий и устойчивости крупных энергосистем.
К началу XX века и в первом его десятилетии теория автоматического управления формируется как общенаучная дисциплина с рядом прикладных разделов. В 1960-80-х годах классическая теория автоматического управления переживает определенный кризис.

## Основные понятия
Автоматика — отрасль науки и техники, охватывающая теорию и практику автоматического управления, а также принципы построения автоматических систем и образующих их технических средств.
Объект управления (ОУ) — устройство, физический процесс либо совокупность процессов, которыми необходимо управлять для получения требуемого результата. Взаимодействие с ОУ происходит путём подачи на его условный вход управляющего воздействия (которое корректирует процессы протекающие в ОУ), при этом на выходе получается изменённый параметр (который является процессом-следствием).
Управление — воздействие (сигнал), подаваемое на вход объекта управления и обеспечивающее такое протекание процессов в объекте управления, которое обеспечит достижение заданной цели управления на его выходе.
Цель — желаемое протекание процессов в объекте управления и получение нужного изменения параметра на его выходе.
Объекты:
- управляемые,
- неуправляемые.

Система автоматического управления (САУ) включает в себя объект управления и устройство управления.
Устройство управления (УУ) — совокупность устройств, с помощью которых осуществляется управление входами объекта управления.
Регулирование — частный случай управления, цель которого заключается в поддержании на заданном уровне одного или нескольких выходов объекта управления.
Регулятор — преобразует ошибку регулирования ε(t) в управляющее воздействие, поступающее на объект управления.
Задающее воздействие g(t) — определяет требуемый закон регулирования выходной величины.
Ошибка регулирования ε(t) = g(t) — y(t), разность между требуемым значением регулируемой величины и текущим её значением. Если ε(t) отлична от нуля, то этот сигнал поступает на вход регулятора, который формирует такое регулирующее воздействие, чтобы в итоге с течением времени ε(t) = 0.
Возмущающее воздействие f(t) — процесс на входе объекта управления, являющийся помехой управлению.
Системы автоматического управления:
- Разомкнутые:

- система программного управления. УУ выдает управляющее воздействие, не получая информации о состоянии системы на основании каких-либо признаков, временной программы (простота и повышенная надежность, невысокое качество управления);
- СУ по возмущению. УУ вырабатывает управляющее воздействие на основе информации по величине возмущающего воздействия на систему.

- Замкнутые: УУ вырабатывает управляющее воздействие на основе измеренной информации по состоянию объекта по выбранному параметру.
- Комбинированная: УУ вырабатывает управляющее воздействие на основе информации о параметрах объекта и на основе информации возмущающего воздействия.

## Функциональные схемы

Типовая схема САУ

Функциональная схема элемента — схема системы автоматического регулирования и управления, составленная по функции, которую выполняет данный элемент.
Выходные сигналы — параметры, характеризующие состояние объекта управления и существенные для процесса управления.
Выходы системы — точки системы, в которых выходные сигналы могут наблюдаться в виде определённых физических величин.
Входы системы — точки системы, в которых приложены внешние воздействия.
Входные сигналы:
- помехи — сигналы, не связанные с источниками информации о задачах и результатах управления,
- полезные — сигналы, связанные с источниками информации о задачах и результатах управления.

Системы:
- одномерные — системы с одним входом и одним выходом.
- многомерные — системы с несколькими входами и выходами.

## Принципы управления САУ
Обратная связь — связь, при которой на вход регулятора подаётся действительное значение выходной переменной, а также заданное значение регулируемой переменной.
- жёсткая — такая ОС, при которой на вход регулятора поступает сигнал, пропорциональный выходному сигналу объекта в любой момент времени.
- гибкая — такая ОС, при которой на вход регулятора поступает не только сигнал, пропорциональный выходному сигналу объекта, но и сигнал, пропорциональный производным выходной переменной.

Управление по принципу отклонения управляемой переменной — обратная связь образует замкнутый контур. На управляемый объект подаётся воздействие, пропорциональное сумме (разности) между выходной переменной и заданным значением, так, чтобы эта сумма (разность) уменьшалась.
Управление по принципу компенсации возмущений — на вход регулятора попадает сигнал, пропорциональный возмущающему воздействию. Отсутствует зависимость между управляющим воздействием и результатом этого действия на объект.
Управление по принципу комбинированного регулирования — используется одновременно регулирование по возмущению и по отклонению, что обеспечивает наиболее высокую точность управления.

Принцип отклонения управляемой переменной в ТАУ
Принцип компенсации возмущений в ТАУ
Принцип комбинированного регулирования в ТАУ

## Классификация САУ
По характеру управления:
- системы управления
- системы регулирования

По характеру действия:
- системы непрерывного действия
- системы дискретного действия
- системы релейного действия

По степени использования информации о состоянии объекта управления:
- управление с ОС
- управление без ОС

По степени использования информации о параметрах и структуре объекта управления:
- адаптивный
- неадаптивный
- поисковый
- беспоисковый
- с идентификацией
- с переменной структурой

По степени преобразования координат в САУ:
- детерминированный
- стохастический (со случайными воздействиями)

По виду математической модели преобразования координат:
- линейные
- нелинейные (релейные, логические и др.)

По виду управляющих воздействий:
- аналоговые
- дискретные (прерывные, импульсные, цифровые)

По степени участия человека:
- ручные
- автоматические
- автоматизированные (человек в управлении)

По закону изменения выходной переменной:
- стабилизирующая: предписанное значение выходной переменной является неизменным.
- программная: выходная переменная изменяется по определённой, заранее заданной программе.
- следящая: предписанное значение выходной переменной зависит от значения неизвестной заранее переменной на входе автоматической системы.

По количеству управляемых и регулируемых переменных:
- одномерные: если объект имеет только одну управляемую величину;
- многомерные: если объект имеет относительно большое число управляемых величин и соответствующие им число управляющих воздействий.

По степени самонастройки, адаптации, оптимизации и интеллектуальности:
- экстремальные
- самонастраивающиеся
- интеллектуальные

По воздействию чувствительного (измерительного) элемента на регулирующий орган:
- системы прямого управления
- системы косвенного управления

## Интеллектуальные САУ
ИСАУ — это системы, которые позволяют проводить обучение, адаптацию или настройку за счет запоминания и анализа информации о поведении объекта, его СУ и внешних воздействий. Особенностью данных систем является наличие базы данных машины логического вывода, подсистемы объяснений и др.
База знаний — формализованные правила в виде логических формул, таблиц и т. п. ИСУ используется для управления плохо формализованными или сложными техническими объектами.
Класс ИСУ соответствует признакам:
- Наличие взаимодействий СУ с реальным внешним миром с использованием информационных каналов связи.
- Открытость системы — нужна для пополнения и приобретения знаний.
- Наличие механизмов прогноза изменений среды функционирования системы.
- Неточность информации об ОУ может быть компенсирована за счет повышения интеллектуализации алгоритма управления.
- Сохранение функционирования при разрыве связи.

Если ИСУ удовлетворяет всем 5-ти признакам, то она интеллектуальна в «большом», иначе в «маленьком» смысле.

## Математические модели линейных САУ

### Детерминированные
{\displaystyle W_{0}(p)={\frac {A(p)}{B(p)}}}
{\displaystyle W_{0}(p)={\frac {K_{0}}{T_{0}p}}e^{-p\tau }}

### Статистические
Статистические характеризуются набором статистических параметров и функций распределения. Для их исследования используются методы математической статистики.

### Адаптивные
Адаптивные используют для описания объекта управления детерминированно-стохастические методы.

## Виды воздействий. Переходная, весовая, передаточная функции
- Единичная ступенчатая функция — специальная математическая функция, чьё значение равно нулю для отрицательных аргументов и единице для положительных аргументов. Является естественным простейшим воздействием на объект управления. В математике выражается единичной функцией Хевисайда.
- Единичная импульсная функция — производная от единичной ступенчатой функции. Характеризует собой импульс бесконечно-большой амплитуды, протекающий за бесконечно-малый промежуток времени. Геометрический смысл — площадь, ограниченная данной функцией, равна 1. Используется в ряде случаев, когда процесс определения динамических характеристик простейшим способом из-за превышения значения выходной величины при заданном значении невозможен.[3]
- Переходная функция — это реакция системы на единичный ступенчатый сигнал.
- Весовая функция — это реакция системы на единичный импульс.
- Передаточная функция — отношение преобразования Лапласа выходного сигнала к преобразованию Лапласа входного при нулевых начальных условиях и нулевых внешних возмущениях.

## Передаточная функция соединения звеньев

### Последовательное соединение
Wэ(p) = W1(p)W2(p)…Wn(p) = {\displaystyle \prod _{i=1}^{n}W_{i}}(p)

### Параллельное соединение
Wэ(p) = W1(p) + W2(p) + … + Wn(p) = {\displaystyle \sum _{i=1}^{n}W_{i}}(p)

### Передаточная функция замкнутой системы
- WOC(p) — уравнение, описывающее цепь обратной связи
- W(p) — уравнение, описывающее звено
- G(p) — уравнение, описывающее входное воздействие
- UOC(p) — уравнение, описывающее выходной сигнал звена обратной связи
- ΔU(p) — уравнение, описывающее сумму (разность) G(p) и UOC(p)
- Y(p) — уравнение, описывающее выходной сигнал системы

{\displaystyle f(n)=\left\{{\begin{matrix}Y(p)=W(p)\Delta U(p)\\U_{OC}(p)=W_{OC}(p)Y(p)\\\Delta U(p)=G(p)\mp U_{OC}(p)\end{matrix}}\right.}
Решая данную систему уравнений, получим следующие результаты:
{\displaystyle Y(p)=W(p)(G(p)\mp W_{OC}(p)Y(p))}
{\displaystyle Y(p)\pm W(p)W_{OC}(p)Y(p)=W(p)G(p)}
{\displaystyle Y(p)={{W(p)G(p)} \over {1\pm W(p)W_{OC}(p)}}}
{\displaystyle W_{\ni }(p)={Y(p) \over G(p)}={W(p) \over 1\pm W(p)W_{OC}(p)}}

## Получение передаточной функции в пространстве состояний
Система в пространстве состояний задается в виде:
{\displaystyle \left\{{\begin{matrix}{\dot {x}}(t)=A\cdot x(t)+B\cdot u(t)\\y(t)=C\cdot x(t)+D\cdot u(t)\end{matrix}}\right.}
Система имеет m входов u(t), l выходов y(t), n состояний x(t), n>= max(m, l), A,B,C,D — числовые матрицы соответствующей размерности nxn, nxm, lxn, lxm..
Пусть I — единичная матрица размерности nxn, тогда:
pI X(p) — A X(p) = B U(p)
(pI — A)X(p) = BU(p)
x(0) = 0
X(p)=Wxu(p)U(p); Wxu(p) = (pI — A)^{-1)B
Y(p)=Wyu(p)U(p); Wyu(p)=C (pI — A)^{-1) B + D

## Линеаризация систем и звеньев
Пусть САУ регулируется и описывается нелинейным уравнением
{\displaystyle F(x,{\dot {x}},y,{\dot {y}},{\ddot {y}},...,f,{\dot {f}},{\ddot {f}})=0}
Причём нелинейность несущественна, то есть эту функцию можно разложить в ряд Тейлора в окрестности стационарной точки, например, при внешнем возмущении f = 0.
Уравнение этого звена в установившемся режиме выглядит следующим образом:
{\displaystyle F(x^{0},0,y^{0},0,0)=0,x_{k}^{0},y_{k}^{0}}
, начальные точки, производные отсутствуют.
Тогда, разлагая нелинейную функцию в ряд Тейлора, получим:
{\displaystyle F(x^{0},y^{0})+\left({\frac {\partial F}{\partial x}}\right)^{0}\Delta x+\left({\frac {\partial F}{\partial {\dot {x}}}}\right)^{0}\Delta {\dot {x}}+\left({\frac {\partial F}{\partial y}}\right)^{0}\Delta y+\left({\frac {\partial F}{\partial {\dot {y}}}}\right)^{0}\Delta {\dot {y}}+\left({\frac {\partial F}{\partial {\ddot {y}}}}\right)^{0}\Delta {\ddot {y}}+R_{n}=0,R_{n},}
— остаточный член
{\displaystyle F(x,y)^{0}+\left(-b_{1}\right)\Delta x+\left(-b_{0}\right)\Delta {\dot {x}}+\left(a_{2}\right)\Delta y+\left(a_{1}\right)\Delta {\dot {y}}+\left(a_{0}\right)\Delta {\ddot {y}}+R_{n}=0}
{\displaystyle \left\{{\begin{matrix}\Delta x\rightarrow 0\\\Delta y\rightarrow 0\end{matrix}}\right.\Rightarrow R_{n}\rightarrow 0}
{\displaystyle a_{0}{\frac {d^{2}y}{dt^{2}}}+a_{1}{\frac {dy}{dt}}+a_{2}y=b_{0}{\frac {dx}{dt}}+b_{1}x}
От нелинейной записи перешли в линейную. Перейдем к операторному уравнению:
{\displaystyle (a_{0}p^{2}+a_{1}p+a_{2})y=(b_{0}p+b_{1})x}
{\displaystyle F()\rightarrow F(\Delta x,\Delta y)\rightarrow LE\rightarrow OE}

## Управляемость, наблюдаемость САУ
САУ управляема (полностью управляема), если она может быть переведена из любого начального состояния x0(t) в другое произвольное состояние x1(t) в произвольный момент времени путём приложения кусочно-непрерывного воздействия U(t)∈[t0;t1].
САУ наблюдаема (полностью наблюдаема), если все переменные состояния x(t) можно определить по выходному (измеряемому) воздействию y(t).

## Устойчивость линейных систем
Устойчивость — свойство САУ возвращаться в заданный или близкий к нему установившийся режим после какого-либо возмущения. Устойчивая САУ — система, в которой переходные процессы являются затухающими.
{\displaystyle (a_{0}p^{n}+a_{1}p^{n-1}+...+a_{n})y=(b_{0}p^{m}+b_{1}p^{m-1}+...+b_{m})g} — операторная форма записи линеаризированного уравнения.
y(t) = yуст(t)+yп = yвын(t)+yсв
yуст(yвын) — частное решение линеаризированного уравнения.
yп(yсв) — общее решение линеаризированного уравнения как однородного дифференциального уравнения, то есть {\displaystyle D(p)=(a_{0}p^{n}+a_{1}p^{n-1}+...+a_{n})y=0}
САУ устойчива, если переходные процессы уn(t), вызываемые любыми возмущениями, будут затухающими с течением времени, то есть
{\displaystyle y_{n}(t)\rightarrow 0} при {\displaystyle t\rightarrow {\mathcal {1}}}
Решая дифференциальное уравнение в общем случае, получим комплексные корни pi, pi+1 = ±αi ± jβi
Каждой паре комплексно-сопряженных корней соответствует следующая составляющая уравнения переходного процесса:
{\displaystyle c_{i}e^{(\alpha _{i}+j\beta _{i})t}+c_{i+1}e^{(\alpha _{i}-j\beta _{i})t}=\alpha _{i}(c_{i}e^{j\beta _{i}t}+c_{i+1}e^{-j\beta _{i}t})=Ae^{\alpha _{i}t}\sin {(\beta _{i}t+\varphi _{i})}}
, где
{\displaystyle A={\sqrt {c_{i}^{2}+c_{i+1}^{2}}}},
{\displaystyle \operatorname {tg} {\varphi _{i}}={c_{i}+c_{i+1} \over c_{i}-c_{i+1}}}
Из полученных результатов видно, что:
- при ∀αi<0 выполняется условие устойчивости, то есть переходный процесс с течением времени стремится к ууст (теорема Ляпунова 1);
- при ∃αi>0, выполняется условие неустойчивости (теорема Ляпунова 2), то есть {\displaystyle Ae^{\alpha _{i}t}\sin {(\beta _{i}t+\varphi _{i})}\rightarrow {\mathcal {1}}} , что приводит к расходящимся колебаниям;
- при ∃αi=0 и ¬∃αi>0 {\displaystyle Ae^{\alpha _{i}t}\sin {(\beta _{i}t+\varphi _{i})}=const}, что приводит к незатухающим синусоидальным колебаниям системы (система на границе устойчивости) (теорема Ляпунова 3).

## Критерии устойчивости

### Критерий Рауса
Для определения устойчивости системы строятся таблицы вида:
| Коэффициенты                                   | Строки | столбец 1                                                      | столбец 2                                      | столбец 3                                 |
| ---------------------------------------------- | ------ | -------------------------------------------------------------- | ---------------------------------------------- | ----------------------------------------- |
|                                                | 1      | {\displaystyle C_{11}=a_{0}=T_{1}T_{2}T_{3}}                   | {\displaystyle C_{12}=a_{2}=T_{1}+T_{2}+T_{3}} | {\displaystyle C_{13}=a_{4}}              |
|                                                | 2      | {\displaystyle C_{21}=a_{1}=T_{1}T_{2}+T_{2}T_{3}+T_{1}+T_{3}} | {\displaystyle C_{22}=a_{3}=1+k}               | {\displaystyle C_{23}=a_{5}}              |
| {\displaystyle r_{3}={\frac {C_{11}}{C_{21}}}} | 3      | {\displaystyle C_{31}=C_{12}-r_{3}C_{22}}                      | {\displaystyle C_{32}=C_{13}-r_{3}C_{23}}      | {\displaystyle C_{33}=C_{14}-r_{3}C_{24}} |
| {\displaystyle r_{4}={\frac {C_{21}}{C_{31}}}} | 4      | {\displaystyle C_{41}=C_{22}-r_{4}C_{32}}                      | {\displaystyle C_{42}=C_{23}-r_{4}C_{33}}      | {\displaystyle C_{43}=C_{24}-r_{4}C_{34}} |

Для устойчивости системы необходимо, чтобы все элементы первого столбца имели положительные значения; если в первом столбце присутствуют отрицательные элементы — система неустойчива; если хотя бы один элемент равен нулю, а остальные положительны, то система на границе устойчивости.

### КритерийГурвица
{\displaystyle D(p)=a_{0}p^{n}+a_{1}p^{n-1}+...+a_{n}}
{\displaystyle \Delta _{n}=a_{n}\cdot \Delta _{n-1}={\begin{vmatrix}a_{1}&a_{3}&a_{5}&...&0\\a_{0}&a_{2}&a_{4}&...&0\\0&a_{1}&a_{3}&...&0\\...&...&...&...&...\\0&...&...&...&a_{n}\end{vmatrix}}}
— определитель Гурвица
Теорема: для устойчивости замкнутой САУ необходимо и достаточно, чтобы определитель Гурвица и все его миноры были положительны при
{\displaystyle a_{0}>0.}

### Критерий Михайлова
{\displaystyle D(p)=a_{0}p^{n}+a_{1}p^{n-1}+...+a_{n}}
Заменим
{\displaystyle p=j\omega }
, где ω — угловая частота колебаний, соответствующих чисто мнимому корню данного характеристического полинома.
{\displaystyle D(j\omega )=X(\omega )+jY(\omega )=A(\omega )e^{j\psi (\omega )}}
{\displaystyle X(\omega )=a_{n}-a_{n-2}\omega ^{2}+...}
{\displaystyle Y(\omega )=a_{n-1}\omega -a_{n-3}\omega ^{3}+...}
Критерий: для устойчивости линейной системы n-го порядка необходимо и достаточно, чтобы кривая Михайлова, построенная в координатах {\displaystyle X(\omega ),Y(\omega )}, проходила последовательно через n квадрантов.
{\displaystyle D(p)=a_{0}(p-p_{1})(p-p_{2})...(p-p_{n})}
{\displaystyle p=j\omega \Rightarrow D(j\omega )=a_{0}(j\omega -p_{1})(j\omega -p_{2})...(j\omega -p_{n})}
Рассмотрим зависимость между кривой Михайлова и знаками его корней (α>0 и β>0)
1) Корень характеристического уравнения — отрицательное вещественное число
{\displaystyle p_{1}=-\alpha _{1}}
Соответствующий данному корню сомножитель
{\displaystyle (\alpha _{1}+j\omega )}
{\displaystyle \left\{{\begin{matrix}\omega \rightarrow +{\mathcal {1}}\\p_{1}=-\alpha _{1}\end{matrix}}\right.\Rightarrow \psi \rightarrow {\frac {\pi }{2}}}
2) Корень характеристического уравнения — положительное вещественное число
{\displaystyle p_{1}=+\alpha _{1}}
Соответствующий данному корню сомножитель
{\displaystyle (\alpha _{1}-j\omega )}
{\displaystyle \left\{{\begin{matrix}\omega \rightarrow +{\mathcal {1}}\\p_{1}=+\alpha _{1}\end{matrix}}\right.\Rightarrow \psi \rightarrow -{\frac {\pi }{2}}}
3) Корень характеристического уравнения — комплексная пара чисел с отрицательной вещественной частью
{\displaystyle p_{2,3}=-\alpha _{1}\pm j\beta }
Соответствующий данному корню сомножитель
{\displaystyle (j\omega +\alpha _{1}-j\beta )(j\omega +\alpha _{1}+j\beta )}
{\displaystyle \left\{{\begin{matrix}\omega \rightarrow +{\mathcal {1}}\\p_{2}=-\alpha _{1}+j\beta \\p_{3}=-\alpha _{1}-j\beta \end{matrix}}\right.\Rightarrow \left\{{\begin{matrix}\psi _{2}\rightarrow +{\frac {\pi }{2}}-\gamma \\\psi _{3}\rightarrow +{\frac {\pi }{2}}+\gamma \end{matrix}}\right.\Rightarrow \psi \rightarrow +2{\frac {\pi }{2}}=+\pi }
, где
{\displaystyle \gamma =\operatorname {arctg} {\frac {\beta }{\alpha }}}
4) Корень характеристического уравнения — комплексная пара чисел с положительной вещественной частью
{\displaystyle p_{2,3}=+\alpha _{1}\pm j\beta }
Соответствующий данному корню сомножитель
{\displaystyle (j\omega -\alpha _{1}-j\beta )(j\omega -\alpha _{1}+j\beta )}
{\displaystyle \left\{{\begin{matrix}\omega \rightarrow +{\mathcal {1}}\\p_{2}=+\alpha _{1}+j\beta \\p_{3}=+\alpha _{1}-j\beta \end{matrix}}\right.\Rightarrow \left\{{\begin{matrix}\psi _{2}\rightarrow -{\frac {\pi }{2}}+\gamma \\\psi _{3}\rightarrow -{\frac {\pi }{2}}-\gamma \end{matrix}}\right.\Rightarrow \psi \rightarrow -2{\frac {\pi }{2}}=-\pi }
, где
{\displaystyle \gamma =\operatorname {arctg} {\frac {\beta }{\alpha }}}

### КритерийНайквиста
Критерий Найквиста — это графоаналитический критерий. Характерной его особенностью является то, что вывод об устойчивости или неустойчивости замкнутой системы делается в зависимости от вида амплитудно-фазовой или логарифмических частотных характеристик разомкнутой системы.
Пусть разомкнутая система представлена в виде полинома
{\displaystyle W(p)={\frac {R(p)}{Q(p)}}={\frac {b_{0}p^{n}+b_{1}p^{n-1}+...+b^{n}}{a_{0}p^{m}+a_{1}p^{m-1}+...+a^{m}}}}
тогда сделаем подстановку
{\displaystyle p=j\omega }
и получим:
{\displaystyle W(j\omega )={\frac {R(j\omega )}{Q(j\omega )}}(*)=X(\omega )+jY(\omega )=A(\omega )e^{j\psi (\omega )}}
Для более удобного построения годографа при n>2 приведём уравнение (*) к «стандартному» виду:
{\displaystyle W(j\omega )={\frac {K(1+j\omega \tau _{1})(1+j\omega \tau _{2})[(1-\tau _{3}^{2}\omega ^{2})+2j\xi _{3}\tau _{3}\omega ]...}{(j\omega )'[(1-T_{2}^{2}\omega ^{2})+2j\xi _{2}T_{2}\omega ](-1+j\omega T_{3})...}}}
При таком представлении модуль A(ω) = | W(jω)| равен отношению модулей числителя и знаменателя, а аргумент (фаза) ψ(ω) — разности их аргументов. В свою очередь, модуль произведения комплексных чисел равен произведению модулей, а аргумент — сумме аргументов.
Модули и аргументы, соответствующие сомножителям передаточной функции:
| Сомножитель                          | {\displaystyle A(\omega )}                                                   | {\displaystyle \psi (\omega )} |
| ------------------------------------ | ---------------------------------------------------------------------------- | --- |
| k                                    | k                                                                            | 0 |
| p                                    | ω                                                                            | {\displaystyle {\frac {\pi }{2}}} |
| {\displaystyle p^{2}}                | {\displaystyle \omega ^{2}}                                                  | {\displaystyle \pi } |
| {\displaystyle Tp+1}                 | {\displaystyle {\sqrt {1+T^{2}\omega ^{2}}}}                                 | {\displaystyle \operatorname {arctg} \omega T} |
| {\displaystyle Tp-1}                 | {\displaystyle {\sqrt {1+T^{2}\omega ^{2}}}}                                 | {\displaystyle \pi -\operatorname {arctg} \omega T} |
| {\displaystyle 1-Tp}                 | {\displaystyle {\sqrt {1+T^{2}\omega ^{2}}}}                                 | {\displaystyle -\operatorname {arctg} \omega T} |
| {\displaystyle T^{2}p^{2}+1}         | {\displaystyle \left\|1-T^{2}\omega ^{2}\right\|}                            | {\displaystyle {\begin{matrix}0,&\omega <{\frac {1}{T}}\\\pi ,&\omega >{\frac {1}{T}}\end{matrix}}} |
| {\displaystyle T^{2}p^{2}+2\xi Tp+1} | {\displaystyle {\sqrt {(1-T^{2}\omega ^{2})^{2}+4\xi ^{2}T^{2}\omega ^{2}}}} | {\displaystyle {\begin{matrix}\operatorname {arctg} {\frac {2\xi \omega T}{1-T^{2}\omega ^{2}}},&\omega <{\frac {1}{T}}\\\pi +\operatorname {arctg} {\frac {2\xi \omega T}{1-T^{2}\omega ^{2}}},&\omega \geqslant {\frac {1}{T}}\end{matrix}}} |

После чего построим годограф для вспомогательной функции
{\displaystyle W_{1}(j\omega )=1+W(j\omega )}
, для чего будем изменять
{\displaystyle \omega [0;{\mathcal {1}})}
При
{\displaystyle \omega =0,\quad W_{1}(j\omega )=K+1}
, а при
{\displaystyle \omega ={\mathcal {1}},\quad W_{1}(j\omega )=1}
(так как n<m и
{\displaystyle W(j\omega )=0}
)
Для определения результирующего угла поворота найдём разность аргументов числителя
{\displaystyle \psi _{1}}
и знаменателя
{\displaystyle \psi _{2}}
Полином числителя вспомогательной функции имеет ту же степень, что и полином её знаменателя, откуда следует
{\displaystyle \psi _{1}=\psi _{2}}
, следовательно, результирующий угол поворота вспомогательной функции равен 0. Это означает, что для устойчивости замкнутой системы годограф вектора вспомогательной функции не должен охватывать начало координат, а годограф функции
{\displaystyle W(j\omega )}
, соответственно, точку с координатами
{\displaystyle (-1;j0)}

## Запас устойчивости САУ
В условиях эксплуатации параметры системы по тем или иным причинам могут меняться в определенных пределах (старение, температурные колебания и т.п.). Эти колебания параметров могут привести к потере устойчивости системы, если она работает вблизи границы устойчивости. Поэтому стремятся спроектировать систему так, чтобы она работала вдали от границы устойчивости. Степень этого удаления называют запасом устойчивости.
Необходимость запаса устойчивости определяется следующими условиями:
- Отбрасывание нелинейных слагаемых при линеаризации.
- Коэффициенты, входящие в уравнение, описывающее САУ, определяются с погрешностью.
- Устойчивость исследования для типовых систем при типовых условиях.

### Критерии
- Критерий Рауса: чтобы смоделировать запас устойчивости, необходимо, чтобы элементы первого столбца были больше какой-то фиксированной величины ε>0, называемой коэффициентом запаса устойчивости.
- Критерий Гурвица: запас устойчивости определяется аналогично запасу устойчивости Рауса, только ε характеризует значение определителя Гурвица.
- Критерий Михайлова: вписывается окружность ненулевого радиуса с центром в точке О (0; 0). Запас определяется радиусом этой окружности. Система неустойчива при нарушении критерия Михайлова или при пересечении кривой Михайлова с окружностью.
- Критерий Найквиста: здесь критической является точка (-1; j0), следовательно, вокруг этой точки строится запретная зона, радиус которой будет представлять коэффициент запаса устойчивости.

### Сравнительная характеристика критериев устойчивости
Частотный критерий Найквиста применим, главным образом, когда трудно получить фазовые характеристики экспериментально. Однако вычисление АФХ, особенно частотных, сложнее, чем построение кривых Михайлова. Кроме того, расположение АФЧХ не дает прямого ответа на вопрос: устойчива ли система, то есть требуется дополнительное исследование на устойчивость системы в разомкнутом состоянии.
Критерий Михайлова применяется для систем любого порядка, в отличие от критерия Рауса. Применяя частотный критерий Найквиста и критерий Михайлова, характеристические кривые можно строить постепенно, с учётом влияния каждого звена, что придаёт критериям наглядность и решает задачу выбора параметров системы из условия устойчивости.